# Zapfino
Zapfino是一个西文手写体字体，由德国字体设计师赫尔曼·察普夫在1998年为Linotype公司设计，共有6种字重，基本按照1944年察普夫的手写字母表制作而成。作为一个字体，它极大丰富拓展了连字和字符变体（比如，小写字母d有9种变体）。
为了丰富手写字体，苹果公司在其Mac OS X操作系统中收入了一个字重的Zapfino。这个字体含有4整套字母，字形超过1400种。

## 历史
1983年，Zapf、高德纳和斯坦福大学的David Siegel一同为美国数学会完成了AMS Euler字体，包含了德文尖角体和希腊字母，用于制作数学公式。彼时David Siegel刚刚完成在斯坦福的学业，希望能够进入字体排印领域。他向Zapf透露了自己制作一款包含大量字符变体的字体的想法，希望从Zapf在芝加哥字体艺术协会（the Society of Typographical Arts in Chicago）发表的手写体字样开始。
Zapf不大认同这个想法，故而对这个新项目没什么兴趣。不过，Zapf想到了自己1944年的一张手写体作品。在1948年，他曾经尝试为Stempel制作一款手写字体，受制于铁水创作的局限性没有成功。现代的数码技术已能轻易完成这项任务，于是Zapf和Siegel开始编写所需的复杂软件。Siegel雇佣了波士顿的程序员Gino Lee一同完成这个项目。
然而，就在项目即将完成之际，Siegel给Zapf去信说自己被女朋友甩了，已无心任何事情。于是Siegel中断了项目，开始了自己的新生涯——为苹果电脑带来色彩。他现在是一名互联网设计师。
Zapfino的开发被严重推迟，直到Zapf向Linotype展示这一项目。Linotype决定重新组织并完成这一项目，最终，Zapfino作为一个Type 1字体于1998年发布。

## 应用情况
苹果公司在Mac OS X中包含了Zapfino，籍此展示其高级的字体排印功能。Linotype在零售渠道销售含有更多字符的字体版本，并在2003年推出的Zapfino Extra中包含了额外的字重（苹果并未获得该字体的授权）。

## Zapfino Extra
在2003年，Zapf和小林章（Akira Kobayashi）共同重新设计了Zapfino，推出了Zapfino Extra。Zapfino Extra含有更丰富的字形，支持OpenType格式。